# Северные Дубки
Северные Дубки — общественный парк в районе Восточное Дегунино в Северном административном округе Москвы площадью 8,4 гектара. Парк существует с 1977 года на месте лесного массива, указанного на картах XIX века. Парк находится на балансе Лианозовского парка культуры и отдыха. Располагается на месте плодовых садов и дач села Дегунино между линией Савёловского направления Московской железной дороги и Керамическим проездом.
Границы Северных Дубков совпадают с границами особо охраняемой природной территории регионального значения «Природный заказник „Дегунинский“», образованной согласно постановлению Правительства Москвы от 14 сентября 2010 года № 793-ПП, утверждённому Юрием Лужковым 17 сентября 2010 года.

## Характеристика

### Флора и фауна
Структура парковых насаждений Северных Дубков — типичная для озеленённых территорий в черте города. Подлесок представлен одиночными деревьями или небольшими группами, есть групповые посадки декоративных кустарников и живая изгородь вдоль дорожек. В парке встречаются берёзы, липы, представляющие особую ценность дубы возрастом более 80—100 лет, плодовые и декоративные деревья, оставшиеся от сельских плодовых садов: яблони, вишни, сливы, робиния, боярышник. Кустарниковая растительность представлена свидной белой, сиренью обыкновенной и венгерской, караганой древовидной, пузыреплодником калинолистным, бузиной красной и несколькими видами спиреи. В напочвенном покрове широко представлены злаковые и разнотравно-злаковые и рудеральные травы: мятлики, ежа сборная, клевер ползучий, подорожник большой, одуванчик лекарственный, будра плющевидная, из наиболее ценных — ландыш майский и фиалка собачья.
Представители фауны парка — белая трясогузка, обыкновенный скворец, лазоревка, большая синица, обыкновенный поползень, зяблик, обыкновенная зеленушка, малый пестрый дятел, рябинник, обыкновенная кукушка, обыкновенный соловей и белоспинный дятел — редкий вид, внесённый в Красную книгу Москвы.

### Рекреационные возможности
Рекреационные возможности Северных Дубков представлены дорогами и расчищенными тропинками для прогулок, детскими и спортивными площадками, предназначенными, в том числе, для лиц с ограниченными возможностями. В 2014 году парк прошёл комплексную реконструкцию и благоустройство.  В парке проходят городские праздники и экологические акции, работают аттракционы и каток.

### Примечательные строения
На территории парка расположена часовня Серафима Саровского, построенная в 1999 году по проекту архитектора Василия Борина.

### Общественный конфликт
С 2004 года новообразованная Община храма Серафима Саровского в Дегунине выступала за строительство в Северных Дубках храма в старорусском шатровом стиле с приходской школой и хозяйственными помещениями по разработанному общиной проекту, однако правовой статус территории парка часто менялся, что препятствовало получению разрешения на работы. После присвоения Северным Дубкам статуса природного заказника, капитальное строительство попало под запрет, но 24 декабря 2010 года ГУ «Мосзеленхоз» выдал общине разрешение на возведение временной конструкции. На следующий день община возвела металлический каркас на асфальтированном участке парка, где местные жители зимой организовывали каток, а летом — танцплощадку. Управа Восточного Дегунино остановила стройку, провела публичные слушания, большинство участников которых проголосовали против нового храма в парке, и предписала верующим разобрать каркас. Православные отказались выполнять требования, отказались от предложенного управой участка на Керамическом проезде, 77, выставили казаков для охраны каркаса и пригрозили районным властям уличными протестами. Спустя неделю, ночью 12 апреля 2011 года неизвестные разрушили металлический каркас. Установленный на его месте деревянный крест был спилен и выброшен неизвестными 6 июня. Впоследствии временная церковь была построена вне парка по адресу Дубнинская улица, 24.